# Syd-Långön
Syd-Långön är en ö i Skee socken, Strömstads kommun, söder om Norr-Långön.
En guanofabrik startades 1895 på ön men fabriken gick omkull då sillbestånden minskade 1896. Spår efter fabriksverksamheten syns ännu på ön. 1920 köptes ön av en bankdirektör som satsade stort på verksamhet här men efter Kreugerkraschen 1932 tvingades han lämna ön. SSAB anlade därefter ett semesterhem på Syd-Långön, vilket även fungerar som semesterö för anställda inom Electroluxkoncernen.